# Richard Armstrong
Ralph Richard Armstrong (18. června 1903, Walbottle, Northumberland, nyní Newcastle upon Tyne – 30. května 1986, Somerset) byl anglický spisovatel, autor knih pro dospělé i pro děti.

## Život
Richard Armstrong se narodil ve vesnici Walbottle jako syn místního kováře. Ve třinácti letech opustil školu a začal pracovat v místních ocelárnách jako dělník a později jako jeřábník. Po skončení první světové války se rozhodl stát se námořníkem, roku 1919 vstoupil do obchodního námořnictva a sloužil sedmnáct let na mnoha různých lodích a v různých funkcích, nejprve jako plavčík a nakonec jako radista. Roku 1937 opustil námořnictvo a vystřídal různá zaměstnání (pracoval například jako písař, sekretář, asistent architekta, nebo pracovník pohřebního ústavu). Pak se začal zcela věnovat psaní a usadil se v hrabství Somerset, kde také roku 1986 zemřel.
Ve svých knihách nejprve využil své zážitky z práce v ocelárnách, většina jeho ostatních knih se však odehrává v námořnickém prostředí. Za jednu z nich, za román Sea Change obdržel cenu Carnegie Medal za rok 1948 (cena je udělována za nejlepší knihu pro děti a mládež v konkrétním roce).

## Dílo

### Knihy pro děti a mládež
- The Mystery of Obadiah (1943, Abdiášovo tajemství), dobrodružný román odehrávající se v údolí řeky Tyne.
- Sabotage at the Forge (1946, Sabotáž v kovárně), román odehrávající se v prostředí oceláren.
- Sea Change (1948), příběh šestnáctiletého plavčíka v britském obchodním loďstvu na palubě lodi plující z Liverpoolu do Západní Indie.
- The Whinstone Drift (1951), román odehrávající se v prostředí northumberlandských uhelných dolů.
- Danger Rock (1955),
- The Lost Ship (1956),
- No Time for Tankers (1959),
- The Lame Duck (1961),
- Island Odyssey (1963),
- The Secret Sea (1966, Zakleté moře), dobrodružný román z prostředí jižních polárních moří.
- The Mutineers (1968),
- The Albatross (1970).

### Knihy pro dospělé
- The Northern Maid (1947)
- Passage Home (1952)
- Sailor's Luck (1959)